# Hemibagrus filamentus
Hemibagrus filamentus is een straalvinnige vissensoort uit de familie van stekelmeervallen (Bagridae). De wetenschappelijke naam van de soort is voor het eerst geldig gepubliceerd in 1949 door Fang & Chaux.